# Cucine da incubo USA
Cucine da incubo USA (Kitchen Nightmares) è un programma televisivo trasmesso a partire dal 2007 negli Stati Uniti dal canale televisivo Fox, nel quale lo chef Gordon Ramsay cerca di salvare dei ristoranti sull'orlo del fallimento. Il programma è la versione ambientata negli Stati Uniti dell'originale Cucine da incubo (Ramsay's Kitchen Nightmares) britannico, anch'essa presentata da Ramsay. Il 23 giugno 2014 Ramsay dichiarò il programma concluso, anche se successivamente lasciò intendere che si sarebbe trattato solo di una pausa.
Nel giugno 2018 Ristoranti da incubo - Tutto in 24 ore, una nuova serie con una premessa molto simile a Cucine da incubo ma una sequenza temporale più breve, è stata presentata in anteprima su Fox. Lo spettacolo ospita ancora un canale YouTube con oltre 6,57 milioni di iscritti. Nel canale sono presenti i momenti salienti dello spettacolo e ha anche mostrato episodi completi dello spettacolo. Nel maggio 2023, la Fox ha annunciato che il programma sarebbe rientrato in produzione per un'ottava stagione, presentata in anteprima il 25 settembre 2023.
In Italia il programma viene trasmesso dal canale digitale terrestre Real Time con il titolo Cucine da incubo USA; la stessa rete trasmette anche la versione britannica del programma.
Un'omonima versione italiana di Cucine da incubo con lo chef Antonino Cannavacciuolo al posto di Ramsay, viene trasmessa da Fox Life dal 2013 e dal 2016 da Nove e dal 2022 su Sky Uno. E in onda anche su Cielo al canale 26 del DTT.

## Doppiaggio
Nella versione italiana del programma, Ramsay è doppiato da Diego Sabre (st. 1-7) e Gianluca Iacono (st. 8+).
La voce narrante di tutti gli episodi appartiene a Giorgio Bonino.
Altri doppiatori che appaiono sono:
- Jasmine Laurenti
- Deborah Morese
- Luca Bottale
- Francesca Bielli

## Format
Gordon Ramsay, ogni settimana, aiuta a riportare al successo dei locali sull'orlo del fallimento. I problemi tipici che deve affrontare sono: sporcizia in cucina, ingredienti avariati, pietanze disgustose, chef arroganti e management incompetente.
Il giorno dell'arrivo, Ramsay conosce lo staff e pranza nel locale per dare una valutazione del cibo servito. Il secondo giorno fa notare le mancanze più gravi ai dipendenti e ispeziona cucina e dispensa. Il terzo giorno vengono operati i cambiamenti più drastici, come arredamento del locale e pietanze nel menù. Nei giorni seguenti, il ristorante viene riaperto con Gordon che assiste gli chef in cucina e corregge gli eventuali altri errori. Finita la settimana, riaffida il lavoro totalmente nelle mani dei proprietari.
Tempo dopo, Ramsay rivisita gli stessi locali senza preavviso per vedere se gli affari sono migliorati durante la sua assenza. Non sempre il successo dura a lungo: alcune volte lo staff ripete gli errori passati, altre addirittura si trova nuovamente a un passo dalla chiusura.

## Episodi

### Stagione 1: 2007
| n. | Ristorante          | Località                | Prima TV USA      | Situazione attuale          |
| -- | ------------------- | ----------------------- | ----------------- | --------------------------- |
| 1  | Peter's             | Babylon, New York       | 19 settembre 2007 | Chiuso                      |
| 2  | Dillon's            | New York, New York      | 26 settembre 2007 | Chiuso                      |
| 3  | The Mixing Bowl     | Bellmore, New York      | 3 ottobre 2007    | Chiuso                      |
| 4  | Seascape Inn        | Islip, New York         | 10 ottobre 2007   | Chiuso                      |
| 5  | The Olde Stone Mill | Tuckahoe, New York      | 17 ottobre 2007   | Chiuso                      |
| 6  | Sebastian's         | Toluca Lake, California | 7 novembre 2007   | Chiuso                      |
| 7  | Finn McCool's       | Westhampton, New York   | 14 novembre 2007  | Chiuso                      |
| 8  | Lela's              | Pomona, California      | 21 novembre 2007  | Chiuso                      |
| 9  | Campania            | Fair Lawn, New Jersey   | 28 novembre 2007  | Chiuso per motivi personali |
| 10 | The Secret Garden   | Moorpark, California    | 12 dicembre 2007  | Chiuso                      |

1. ↑  Rinominato Purnima durante il rinnovo

### Stagione 2: 2008-09
| n. | Ristorante                          | Località                            | Prima TV USA      | Situazione attuale |
| -- | ----------------------------------- | ----------------------------------- | ----------------- | ------------------ |
| 11 | Rivisitazione: Il ritorno di Gordon | Rivisitazione: Il ritorno di Gordon | 4 settembre 2008  |                    |
| 12 | Handlebar                           | Mount Sinai, New York               | 11 settembre 2008 | Chiuso             |
| 13 | Giuseppi's                          | Macomb Township, Michigan           | 18 settembre 2008 | Chiuso             |
| 14 | Trobiano's                          | Great Neck, New York                | 25 settembre 2008 | Chiuso             |
| 15 | Black Pearl                         | New York, New York                  | 25 settembre 2008 | Chiuso             |
| 16 | J Willy's                           | South Bend, Indiana                 | 30 ottobre 2008   | Chiuso             |
| 17 | Hannah & Mason's                    | Cranbury, New Jersey                | 6 novembre 2008   | Chiuso             |
| 18 | Jack's Waterfront                   | St. Clair Shores, Michigan          | 6 novembre 2008   | Chiuso             |
| 19 | Sabatiello's                        | Stamford, Connecticut               | 13 novembre 2008  | Chiuso             |
| 20 | Fiesta Sunrise                      | West Nyack, New York                | 13 novembre 2008  | Chiuso             |
| 21 | Santé La Brea                       | Los Angeles, California             | 20 novembre 2008  | Chiuso             |
| 22 | Cafe 36                             | La Grange, Illinois                 | 15 gennaio 2009   | Chiuso             |

### Stagione 3: 2010
| n. | Ristorante             | Località                       | Prima TV USA     | Situazione attuale          |
| -- | ---------------------- | ------------------------------ | ---------------- | --------------------------- |
| 23 | Hot Potato Cafe        | Philadelphia, Pennsylvania     | 29 gennaio 2010  | Chiuso                      |
| 24 | Flamangos              | Whitehouse Station, New Jersey | 2 febbraio 2010  | Chiuso                      |
| 25 | Bazzini                | Ridgewood, New Jersey          | 5 febbraio 2010  | Chiuso                      |
| 26 | Mojito                 | Brooklyn, New York             | 25 febbraio 2010 | Chiuso                      |
| 27 | Lido di Manhattan      | Manhattan Beach, California    | 4 marzo 2010     | Aperto                      |
| 28 | Le Bistro              | Lighthouse Point, Florida      | 11 marzo 2010    | Aperto                      |
| 29 | Casa Roma              | Lancaster, California          | 12 marzo 2010    | Chiuso                      |
| 30 | Mama Rita's            | Newbury Park, California       | 19 marzo 2010    | Chiuso                      |
| 31 | Anna Vincenzo's        | Boca Raton, Florida            | 26 marzo 2010    | Chiuso per motivi personali |
| 32 | Rivisitazione numero 2 | Rivisitazione numero 2         | 9 aprile 2010    |                             |
| 33 | Fleming                | Miami, Florida                 | 7 maggio 2010    | Chiuso                      |
| 34 | Sushi-Ko               | Thousand Oaks, California      | 14 maggio 2010   | Chiuso                      |
| 35 | Rivisitazione numero 3 | Rivisitazione numero 3         | 21 maggio 2010   |                             |

1. ↑  Rinominato The Junction durante il rinnovo
2. ↑  Girato nel corso della seconda stagione, ma trasmesso durante la terza.
3. ↑  Ritorno a Sànte La Brea e Giuseppi's
4. ↑  Ritorno a Casa Roma, The Black Pearl e The Handlebar

### Stagione 4: 2011
| n. | Ristorante             | Località                 | Prima TV USA     | Situazione attuale          |
| -- | ---------------------- | ------------------------ | ---------------- | --------------------------- |
| 36 | Spanish Pavillion      | Harrison, New Jersey     | 21 gennaio 2011  | Aperto                      |
| 37 | Classic American       | West Babylon, New York   | 28 gennaio 2011  | Chiuso                      |
| 38 | PJ's Steakhouse        | Queens, New York         | 4 febbraio 2011  | Chiuso                      |
| 39 | Rivisitazione numero 4 | Rivisitazione numero 4   | 11 febbraio 2011 |                             |
| 40 | Grasshopper Also       | Carlstadt, New Jersey    | 18 febbraio 2011 | Chiuso                      |
| 41 | Davide                 | Boston, Massachusetts    | 25 febbraio 2011 | Chiuso per motivi personali |
| 42 | Down City              | Providence, Rhode Island | 11 marzo 2011    | Chiuso                      |
| 43 | Rivisitazione numero 5 | Rivisitazione numero 5   | 18 marzo 2011    |                             |
| 44 | Tavolini               | Bridgeport, Connecticut  | 25 marzo 2011    | Chiuso                      |
| 45 | Kingston Cafe          | Pasadena, California     | 15 aprile 2011   | Chiuso                      |
| 46 | La Frite               | Sherman Oaks, California | 29 aprile 2011   | Chiuso                      |
| 47 | Capri                  | Eagle Rock, California   | 6 maggio 2011    | Chiuso per motivi personali |
| 48 | Zeke's                 | Metairie, Louisiana      | 13 maggio 2011   | Chiuso                      |
| 49 | Oceana                 | New Orleans, Louisiana   | 20 maggio 2011   | Aperto                      |

1. ↑  Rinominato PJ's Grill durante la produzione dello show.
2. ↑  Ritorno a Mojito, The Junction (ex Flamangos) e Bazzini
3. ↑  Dopo il programma il ristorante ha cambiato nome in Eastside Ale House
4. ↑  Ritorno a Le Bistro, Anna e Vincenzo e Lido di Manhattan

### Stagione 5: 2011-12
| n. | Ristorante              | Località                   | Prima TV USA      | Prima TV Italia   | Situazione attuale                    |
| -- | ----------------------- | -------------------------- | ----------------- | ----------------- | ------------------------------------- |
| 50 | Blackberry's            | Plainfield, New Jersey     | 23 settembre 2011 | 7 agosto 2012     | Chiuso                                |
| 51 | Leone's                 | Montclair, New Jersey      | 30 settembre 2011 | 14 agosto 2012    | Aperto                                |
| 52 | Mike & Nellie's         | Oakhurst, New Jersey       | 7 ottobre 2011    | 21 agosto 2012    | Chiuso                                |
| 53 | Luigi's D'Italia        | Anaheim, California        | 14 ottobre 2011   | 28 agosto 2012    | Aperto trasferitosi a nuovo indirizzo |
| 54 | Rivisitazione numero 6  | Rivisitazione numero 6     | 21 ottobre 2011   | 4 settembre 2012  |                                       |
| 55 | Burger Kitchen          | Los Angeles, California    | 4 novembre 2011   | 11 settembre 2012 | Chiuso                                |
| 56 | Burger Kitchen          | Los Angeles, California    | 11 novembre 2011  | 18 settembre 2012 | Chiuso                                |
| 57 | The Greek at the Harbor | Ventura, California        | 18 novembre 2011  | 25 settembre 2012 | Aperto                                |
| 58 | Michon's                | College Park, Georgia      | 13 gennaio 2012   | 2 ottobre 2012    | Chiuso                                |
| 59 | El Greco                | Austin, Texas              | 20 gennaio 2012   | 9 ottobre 2012    | Chiuso                                |
| 60 | Rivisitazione numero 7  | Rivisitazione numero 7     | 27 gennaio 2012   | 16 ottobre 2012   |                                       |
| 61 | Park's Edge             | Atlanta, Georgia           | 3 febbraio 2012   | 23 ottobre 2012   | Chiuso                                |
| 62 | Spin-A-Yarn Steakhouse  | Fremont, California        | 10 febbraio 2012  | 23 ottobre 2012   | Aperto                                |
| 63 | Charlie's               | La Verne, California       | 17 febbraio 2012  | 30 ottobre 2012   | Chiuso                                |
| 64 | Cafe Hon                | Baltimora, Maryland        | 24 febbraio 2012  | 30 ottobre 2012   | Chiuso                                |
| 65 | Chiarella's             | Philadelphia, Pennsylvania | 23 marzo 2012     | 6 novembre 2012   | Chiuso                                |
| 66 | Zocalo                  | Philadelphia, Pennsylvania | 30 marzo 2012     | 6 novembre 2012   | Chiuso                                |

1. ↑  Ritorno a Classic American, Davide e Down City
2. ↑  Ritorno a Spanish Pavillion, Kingston Cafe, Capri e La Frite

### Stagione 6: 2012-13
| n. | Ristorante                             | Località                 | Prima TV USA     | Prima TV Italia   | Situazione attuale                    |
| -- | -------------------------------------- | ------------------------ | ---------------- | ----------------- | ------------------------------------- |
| 67 | La Galleria 33                         | Boston, Massachusetts    | 26 ottobre 2012  | 18 giugno 2013    | Chiuso                                |
| 68 | La Galleria 33                         | Boston, Massachusetts    | 2 novembre 2012  | 25 giugno 2013    | Chiuso                                |
| 69 | Mama Maria's                           | Brooklyn, New York       | 9 novembre 2012  | 2 luglio 2013     | Chiuso per pensionamento del titolare |
| 70 | Ms. Jean's Southern Cuisine            | Pittsburgh, Pennsylvania | 16 novembre 2012 | 9 luglio 2013     | Chiuso                                |
| 71 | Barefoot Bob's                         | Hull, Massachusetts      | 7 dicembre 2012  | 16 luglio 2013    | Chiuso                                |
| 72 | Rivisitazione numero 8                 | Rivisitazione numero 8   | 14 dicembre 2012 | 23 luglio 2013    |                                       |
| 73 | Olde Hitching Post Restaurant & Tavern | Hanson, Massachusetts    | 25 gennaio 2013  | 30 luglio 2013    | Aperto                                |
| 74 | Levanti's Italian Restaurant           | Beaver, Pennsylvania     | 1º febbraio 2013 | 6 agosto 2013     | Chiuso                                |
| 75 | Sam's Mediterranean Kabob Room         | Monrovia, California     | 15 febbraio 2013 | 13 agosto 2013    | Chiuso                                |
| 76 | Nino's Italian Restaurant              | Long Beach, California   | 22 febbraio 2013 | 20 agosto 2013    | Chiuso                                |
| 77 | Mill Street Bistro                     | Norwalk, Ohio            | 1º marzo 2013    | 27 agosto 2013    | Chiuso                                |
| 78 | Mill Street Bistro                     | Norwalk, Ohio            | 8 marzo 2013     | 3 settembre 2013  | Chiuso                                |
| 79 | Yanni's                                | Seattle, Washington      | 15 marzo 2013    | 10 settembre 2013 | Aperto                                |
| 80 | Prohibition Grille                     | Everett, Washington      | 26 aprile 2013   | 17 settembre 2013 | Chiuso                                |
| 81 | Chappy's                               | Nashville, Tennessee     | 3 maggio 2013    | 24 settembre 2013 | Chiuso                                |
| 82 | Amy's Baking Company                   | Scottsdale, Arizona      | 10 maggio 2013   | 1º ottobre 2013   | Chiuso                                |

1. ↑  Ritorno a Cafe Hon, Chiarella's e Leone's
2. ↑  Rinominato Levanti's American Bistro durante la produzione
3. ↑  Rinominato Prohibition Gastropub durante la produzione dello show.
4. ↑  Per la prima volta Gordon Ramsay non riesce a risollevare il locale per contrasti con i titolari del ristorante

### Stagione 7: 2014
La stagione si apre con un ritorno alla Amy's Baking Company. Infatti dopo la trasmissione dell'episodio, in cui lo chef abbandona l'impresa per la prima volta, il ristorante acquisì popolarità in tutti gli Stati Uniti, per via degli atteggiamenti dei proprietari.
| n. | Ristorante                     | Località                  | Prima TV USA      | Prima TV Italia | Situazione attuale                    |
| -- | ------------------------------ | ------------------------- | ----------------- | --------------- | ------------------------------------- |
| 83 | Ritorno a Amy's Baking Company | Scottsdale, Arizona       | 11 aprile 2014    | 6 ottobre 2014  |                                       |
| 84 | Pantaleone's                   | Denver, Colorado          | 11 aprile 2014    | 7 ottobre 2014  | Aperto                                |
| 85 | Old Neighborhood               | Arvada, Colorado          | 11 aprile 2014    | 8 ottobre 2014  | Chiuso                                |
| 86 | Kati Allo                      | Queens, New York          | 18 aprile 2014    | 9 ottobre 2014  | Chiuso                                |
| 87 | Mangia Mangia                  | Woodland Park, Colorado   | 25 aprile 2014    | 10 ottobre 2014 | Chiuso                                |
| 88 | Mangia Mangia                  | Woodland Park, Colorado   | 25 aprile 2014    | 13 ottobre 2014 | Chiuso                                |
| 89 | Zayna Flaming Grill            | Redondo Beach, California | 2 maggio 2014     | 17 ottobre 2014 | Aperto trasferitosi a nuovo indirizzo |
| 90 | Zayna Flaming Grill            | Redondo Beach, California | 2 maggio 2014     | 17 ottobre 2014 | Aperto trasferitosi a nuovo indirizzo |
| 91 | Bella Luna                     | Easton, Pennsylvania      | 16 maggio 2014    | 14 ottobre 2014 | Chiuso                                |
| 92 | Il ritorno                     | N/A                       | 12 settembre 2014 | 15 ottobre 2014 |                                       |

1. ↑  Ramsey non ritorna a Amy's Baking Company, ma conduce il programma dal set di Hell's Kitchen mostrando un riassunto della puntata precedente, scene inedite e una intervista fatta dalla giornalista locale Ana Garcia
2. ↑  Ritorno a La Galleria 33, Olde Hitching Post e Prohibition Gastropub

### Stagione 8: 2023
Nel maggio 2023, la Fox ha annunciato che avrebbe ripreso la serie dopo nove anni. La stagione 8 è stata presentata in anteprima il 25 settembre 2023.
| n.  | Ristorante             | Località                  | Prima TV USA      | Prima TV Italia | Situazione attuale |
| --- | ---------------------- | ------------------------- | ----------------- | --------------- | ------------------ |
| 93  | Bel Aire               | Astoria, New York         | 25 settembre 2023 | TBA             | Aperto             |
| 94  | Bask 46                | Woodlan Park, New Jersey  | 2 ottobre 2023    | TBA             | Aperto             |
| 95  | In the Drink           | Wayne, New Jersey         | 9 ottobre 2023    | TBA             | Aperto             |
| 96  | Da Mimmo               | Dumont, New Jersey        | 16 ottobre 2023   | TBA             | Aperto             |
| 97  | The Juicy Box          | Brooklyn, New York        | 6 novembre 2023   | TBA             | Aperto             |
| 98  | Love Bites             | Saugerties, New York      | 13 novembre 2023  | TBA             | Chiuso             |
| 99  | El Cantito             | Yonkers, New York         | 20 novembre 2023  | TBA             | Aperto             |
| 100 | South Brooklyn Foundry | Brooklyn, New York        | 27 novembre 2023  | TBA             | Aperto             |
| 101 | Max's Bar & Grill      | Long Branch, New Jersey   | 4 dicembre 2023   | TBA             | Aperto             |
| 102 | Diwan                  | Port Washington, New York | 4 dicembre 2023   | TBA             | Aperto             |

### Stagione 9: 2025
| Episodio | Ristorante                          | Luogo                  | Prima TV USA     |
| -------- | ----------------------------------- | ---------------------- | ---------------- |
| 1        | Iberville: Ramsay's Worst Nightmare | New Orleans, Louisiana | 7 gennaio 2025   |
| 2        | Iberville: The Nightmare Continues  | New Orleans, Louisiana | 14 gennaio 2025  |
| 3        | Voleos                              | Westwego, Louisiana    | 21 gennaio 2025  |
| 4        | Kindred                             | New Orleans, Louisiana | 28 gennaio 2025  |
| 5        | 3 Southern Girls                    | Jefferson, Louisiana   | 4 febbraio 2025  |
| 6        | Kings Blu Jam                       | Spring, Texas          | 11 febbraio 2025 |
| 7        | Verdict                             | New Orleans, Louisiana | 18 febbraio 2025 |
| 8        | Grumpy George                       | Georgetown, Texas      | 25 febbraio 2025 |
| 9        | Leo's                               | Cedar Creek, Texas     | 4 marzo 2025     |
| 10       | Blake's Place                       | New Orleans, Louisiana | 11 marzo 2025    |
| 11       | Simmer Down                         | Georgetown, Texas      | 18 marzo 2025    |

## Denunce

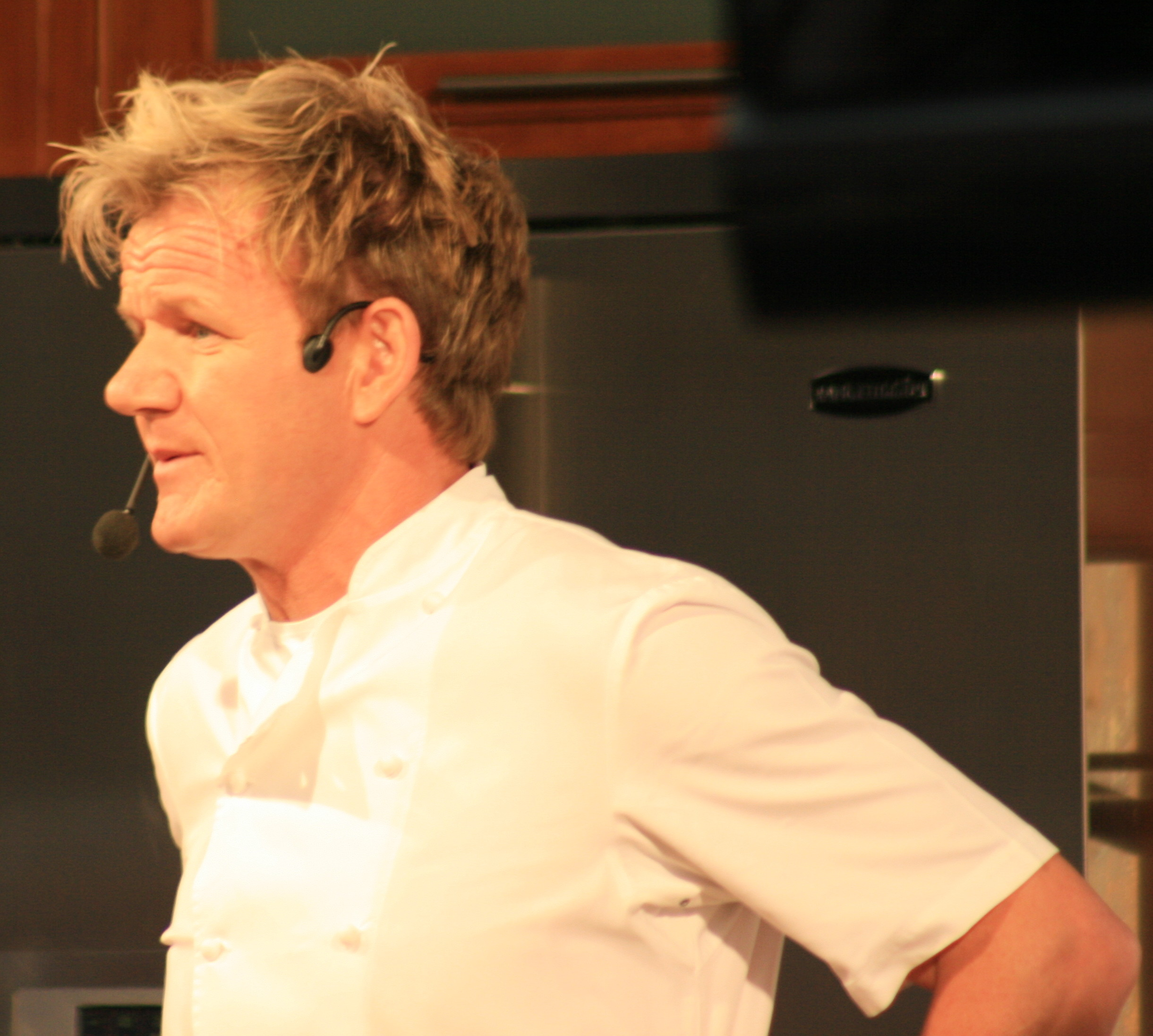
Ramsay nel 2008

Nel settembre 2007, Martin Hyde, ex general manager del ristorante Dillon's, visitato dal programma di Ramsay nel corso della prima stagione del programma, intentò causa contro di lui per cercare di fermare la produzione dell'episodio, con l'accusa di aver deliberatamente ingaggiato degli attori per simulare lo scontento dei clienti del locale durante la trasmissione.Il caso fu archiviato perché il contratto firmato da Hyde prevedeva l'arbitrato in caso di controversia legale. Il caso è stato sottoposto ad arbitrato nel 2008.
Nel 2018, il ristorante Oceana Grill (episodio n.49, della 4ª stagione: 2011) ha citato in giudizio Ramsay, e la società di produzione dello spettacolo, per presunta falsità. Nello specifico, hanno affermato che Ramsay avrebbe montato una scena in cui vomitava durante l'ispezione della cucina e avrebbe messo un topo in una trappola per roditori "per creare l'atmosfera da dramma per il loro spettacolo". Il ristorante ha inoltre sostenuto che un accordo precedente del 2011 (prima che l'episodio andasse in onda) poneva dei limiti alla possibilità di riutilizzare le clip dell'episodio. La causa del 2018 è stata intentata dopo che la società di produzione ha pubblicato clip dell'episodio di Oceana Grill su Facebook.